# Beziehungsarbeit
Dieser Artikel wurde auf der Qualitätssicherungsseite des Portals Soziologie eingetragen. Dies geschieht, um die Qualität der Artikel aus dem Themengebiet Soziologie auf ein akzeptables Niveau zu bringen. Hilf mit, die inhaltlichen Mängel dieses Artikels zu beseitigen, und beteilige dich an der Diskussion. (Artikel eintragen)

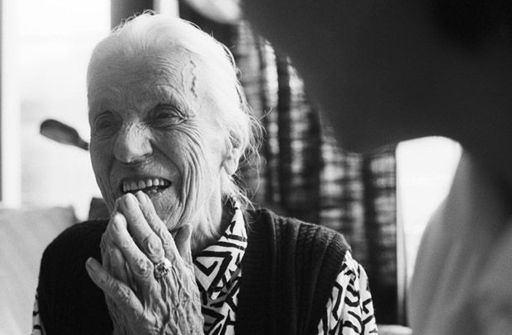
Empathie zwischen den Generationen

Beziehungsarbeit bezeichnet ein Vorgehen in zwischenmenschlichen Beziehungen, in dem von den Beteiligten bewusst versucht wird, ihr Verhalten gegenüber dem jeweils anderen zu hinterfragen und im Sinne einer positiven Gestaltung der Beziehung veränderbar zu halten. Sie hat das Ziel, Vertrauen zu ermöglichen, größere Abstimmung (sachlich / emotional) und offeneren Austausch zu erreichen.
Beziehungsarbeit bedeutet, gezielt auf einen Menschen zuzugehen, etwas gemeinsam mit ihm zu erleben, persönliche Berührungspunkte herzustellen oder andere in der Beziehungsbildung anzuleiten.
Beziehungsarbeit kann auch das Hinterfragen eigener Verhaltensmuster sowie von "Motivationen" für bestimmte Verhaltensweisen dem anderen gegenüber beinhalten.
Genauer gesagt: Man versucht eine sinnvolle Begegnung mit einem anderen herzustellen. Dazu gehört, dass einem der Andere wichtig ist, man sein Verhalten ernst nimmt, seine Gefühle respektiert und seine Persönlichkeit als wertvoll erachtet. Diese Arbeit verlangt auch, dass man sich mit seinen persönlichen Seiten einlässt, darum bemüht ist, Vertrauen herzustellen und persönliche Sichtweisen auszutauschen. Dazu gehört vor allem, seine eigenen Gefühle auszudrücken (z. B. im Zwiegespräch, Körpersprache …).
Mit dem Begriff Emotionsarbeit wird eine besondere Form der Beziehungsarbeit beschrieben, und zwar den planvollen Umgang mit Emotionen in personenbezogenen Dienstleistungsberufen.
Der Sozialarbeitswissenschaftler Johannes Herwig-Lempp betont, dass Beziehungsarbeit in der Sozialen Arbeit „ein untrennbarer Bestandteil des methodischen Handwerkszeugs, das heißt lernbar und reflektierbar ist“.